# Žižkův vojenský řád
Žižkův vojenský řád je soupis pravidel a ustanovení, podle kterých se měla řídit husitská polní vojska. Vznikl roku 1423 krátce po bitvě u Hořic a dochoval se v opisu z počátku druhé poloviny 16. století. Za autora či spoluautora bývá považován samotný Jan Žižka (někdy je jeho autorství zpochybňováno). Řád vznikl hlavně proto, aby bylo vojsko poslušné. Kvůli neposlušnosti trpěla husitská vojska zbytečnými ztrátami jak na vojácích, tak na zbraních a majetku („na bratřích i na majetku“). Zvláště orebitská šlechta se zavázala řád za každou cenu bránit a tvrdě postupovat proti tomu, kdo by se mu vyhýbal.

## Body řádu
1. Pokud se vojsko hne z místa a spěchá do nového ležení, musí každý voják bez rozdílu poslouchat svého hejtmana. Pokud se tomu někdo vzpříčí, čeká jej trest, který se nemusí odbýt pokutou, ale nejlépe fyzickým trestem či možná i popravou.
2. Jakmile se vojsko hne z ležení, musí odcházet společně a vcelku. Tedy ti první musí jít takovým tempem, aby jim poslední stačili a vojsko se neroztrhalo.
3. Když někde vojsko leží nebo táhne, není možné zapalovati okolní domy všemi, nýbrž k tomu budou určení jen někteří. Kdo přesto neuposlechne, čeká ho velká pokuta.
4. Ještě než vojsko potáhne z ležení pryč, musí se všichni bezpodmínečně pomodlit k bohu.
5. Když se všeci pomodlí, hejtmani rozdělí vojsko do šiků a rot a vojáci tak po celý den potáhnou pod jednou korouhví. Nikdo nesmí přebíhat ani se mísit s jinou korouhví, než pod kterou vyšel.
6. Jestli někdo udělá chybu a kvůli jeho neopatrnosti dojde ke škodě nebo porážce vojska, bude potom takový potrestán. Navíc bude popraven a bude mu zabaven majetek.
7. Jestli ovšem přijde vítězství, veškerá kořist se sejde na jednu hromadu a bude pečlivě rozdělena. Pokud někdo něco ukradne, bude potrestán jak na majetku, tak na hrdle.
8. Zakazují se veškeré hádky, potyčky, sváry i nadávky.
9. Když se stane, že by někdo někoho bil, zranil, zchromil či zabil, bude potrestán podle zákona Božího, takže mu bude ublíženo stejným způsobem.
10. Kdyby se někdo pokusil utéci z vojska, bude jako sprostý zloděj ztrestán na hrdle i na majetku.
11. Trestat se budou také následující osoby, které mezi sebou nechceme: lháři, zloději, hráči v kostky, loupežníci a lapkové, opilci, drbny, nevěstky a cizoložníci, tedy vlastně všichni hříšníci.
12. Všichni muži k tomu určení budou trestat těmito způsoby: bitím, mrskáním, zabíjením, stínáním, věšením, topením, pálením, natahováním. Tyto tresty platí pro všechny stejně; pro pána i sedláka, pro pohlaví mužské i ženské.